# Adnan Softić
Adnan Softić (* 1975 in Sarajevo, Jugoslawien) ist ein bildender Künstler, Autor und Regisseur.

## Werdegang
Adnan Softić studierte Film und Ästhetische Theorie an der Hochschule für bildende Künste in Hamburg, wo er auch als Gastprofessor für Film, sowie als Vertretungsprofessor für Zeitbezogene Medien unterrichtete.

In seinen Werken befasst sich der Künstler mit historischen und erinnerungspolitischen Themen. Adnan Softić arbeitet interdisziplinär, wobei er die Verhältnisse zwischen Architektur und Gewalt, Narration und Exil untersucht und sich mit Exterritorialität, Unsichtbarkeit sowie postkolonialer Kritik auseinandersetzt. Seine künstlerische Vorgehensweise bezeichnet er in den ersten Arbeiten als „Posttraumatische Unterhaltung“, die es sich zum Ziel macht unvereinbare Perspektiven zusammenzuführen.

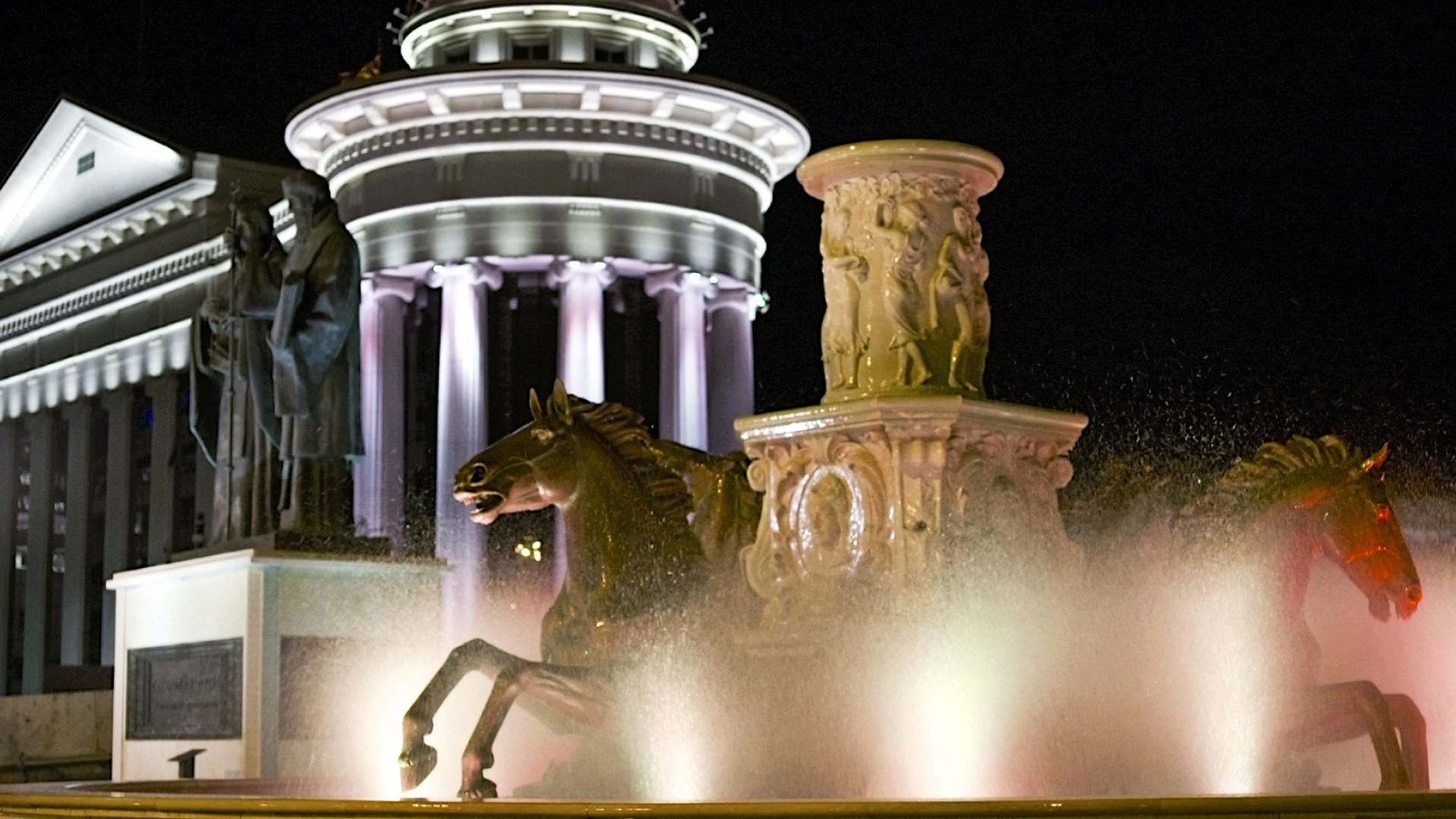
Skopje bei Nacht, Szene aus Bigger Than Life – ein Film von Adnan Softic, 2018

## Filme / Videos
- 1999: So und so – Videofilm, 10 Min.
- 1999: Festes Gewebe oder der Körper ist mein Tempel – Film, Super 8, 6 Min.
- 2002: Nema problema / Es gibt kein Problem – Film, 16 mm, Video, 18 Min.
- 2004: Luk – Onion – Zwiebel – Film, Super 16 mm / Video, 60 Min.
- 2009: Ground Control – Film, 13 Min.
- 2013: Wie Schnee von gestern – Film, 10 Min.
- 2018: Bigger Than Life – Film, 30 Min.

## Installationen / Ausstellungen
- 2004: Turbo(v)folk – Installation

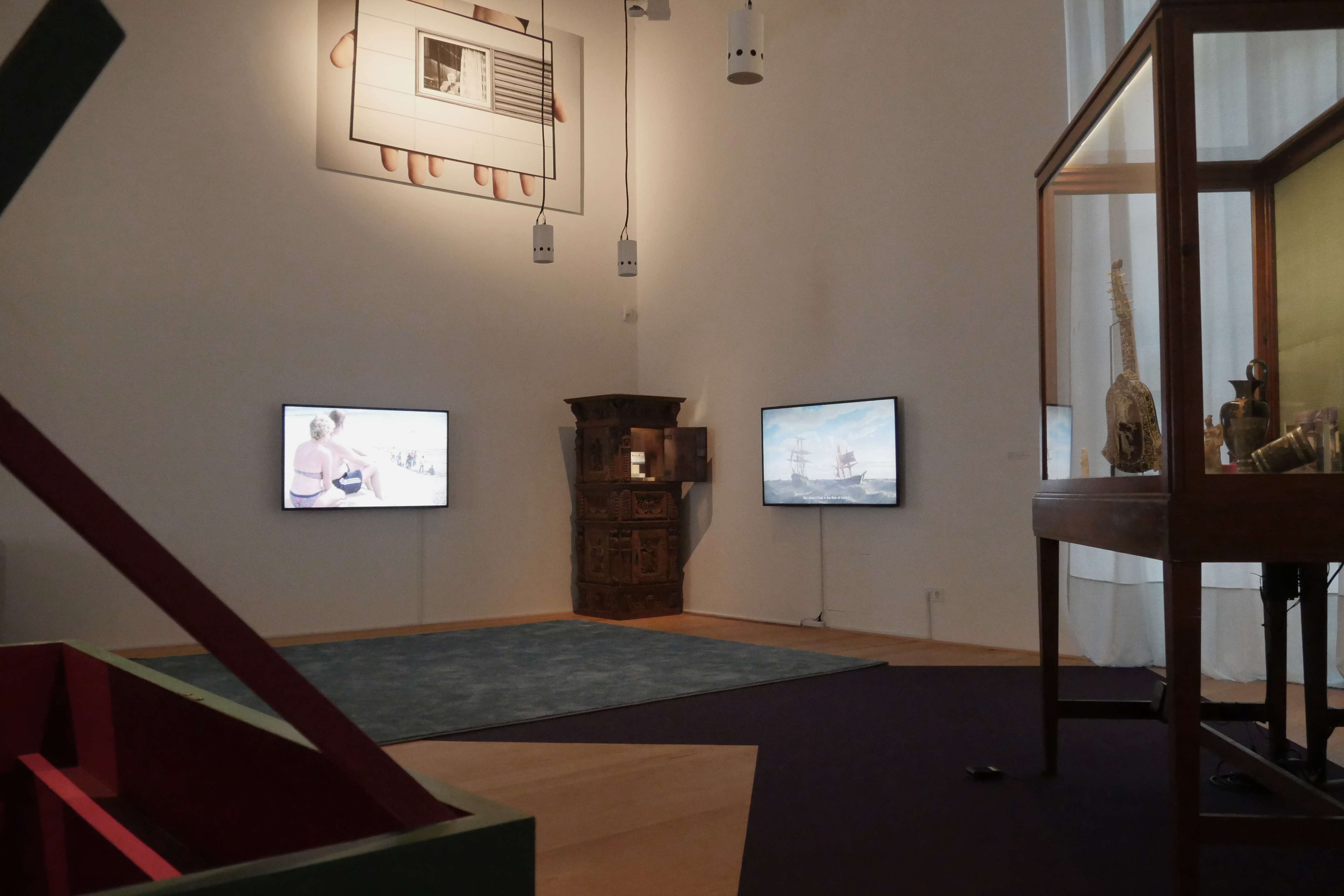
„Schiffe mit Waren und Stoffen...“, Installation im MKG Hamburg, Adnan Softic, 2018

- 2007: Unding, zeige dich! 1 + 2 – Audio- & Videoinstallation
- 2009: Palestine will be Free – Videoinstallation
- 2013: On Site – Fotografie
- 2014: … und Menschen sind gekommen – Kurator
- 2017: Bigger Than Life – Video Installation
- 2018: Schiffe mit Waren und Stoffen aus aller Welt stossen mit ihren Wellen die Bibby Challenge an – Installation

## Theater / Performance
- 2001-07: Autoput – Performance
- 2014: Heimatmuseum – Theaterinszenierung, 110 Min.
- 2015: Bibby Challenge – Theater Installation, 60 Min.
- 2016: A Better History – Lecture Performance, Video

## Musik
- 1995–2002: LOMA – Musik, Duo mit Jons Vukorep
- 1998–2000: Musik für Theater: Leidenschaften und Ungeziefer – Regie: Barbara Weber, Der grüne Kakadu – Regie: Angela Richter, Endspiel – Regie: Branko Šimić, Blut am Hals der Katze – Regie: Anina La Roche

## Hörspiel
- 2019: Mehr Balkan wagen – Was Europa vom Balkan lernen kann, Produktion: WDR, mit Sandra Borgmann u. a.[1]

## Buchveröffentlichungen
- 2008: Subtitles – Katalog

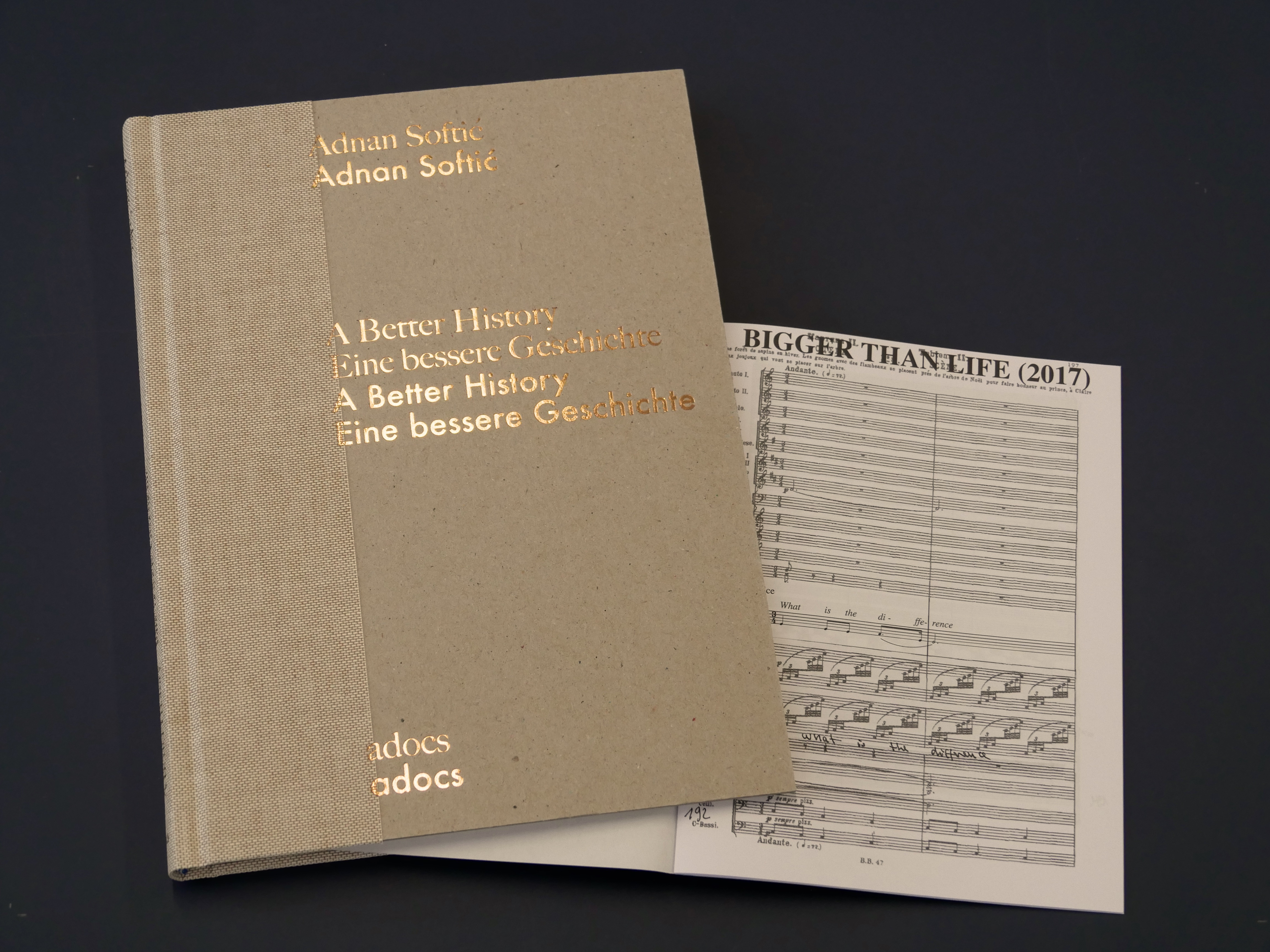
A Better History / Eine bessere Geschichte, Buch von Adnan Softic, 2017

- 2011: Posttraumatische Unterhaltung / Posttraumatic Entertainment – Katalog, Revolver Verlag
- 2013: On Site – Fotobuch, Textem Verlag
- 2014: Schlinge und Kristall sind aus dem gleichen Druck entstanden – Buch, Textem Verlag
- 2017: A Better History / Eine bessere Geschichte – Buch, adocs Verlag

## Einzelausstellungen (Auswahl)
- 2007: Luk – Onion – Zwiebel, Sies + Höke Galerie, Düsseldorf
- 2011: Adnan Softić – Posttraumatische Unterhaltung - Wassermühle, Trittau
- 2014: On Site, Galerie Mathias Güntner, Hamburg
- 2016: A Better History Nr.2, Institute for Contemporary Art, Zagreb
- 2018: Bigger Than Life, Berlinische Galerie

## Ausstellungen und Performances (Auswahl)
- 2014: Heimatmuseum, Schauspielhaus, Hamburg
- 2014: Neue Kunst in Hamburg, Holger Pries Galerie, Hamburg
- 2015: Bibby Challenge, Kampnagel, Hamburg
- 2015: Bibby Challenge, Kammerspiele, München
- 2017: NSK State-in-Time Pavilion, Venezia
- 2017: Villa Massimo zu Gast im Martin-Gropius-Bau, Martin-Gropius-Bau, Berlin
- 2018: Stadtansichten, Heidelberger Kunstverein
- 2018: Mobile Welten, Museum für Kunst und Gewerbe, Hamburg
- 2018: The Street. Where the World Is Made, MAXXI, Rome

## Lehre (Auswahl)

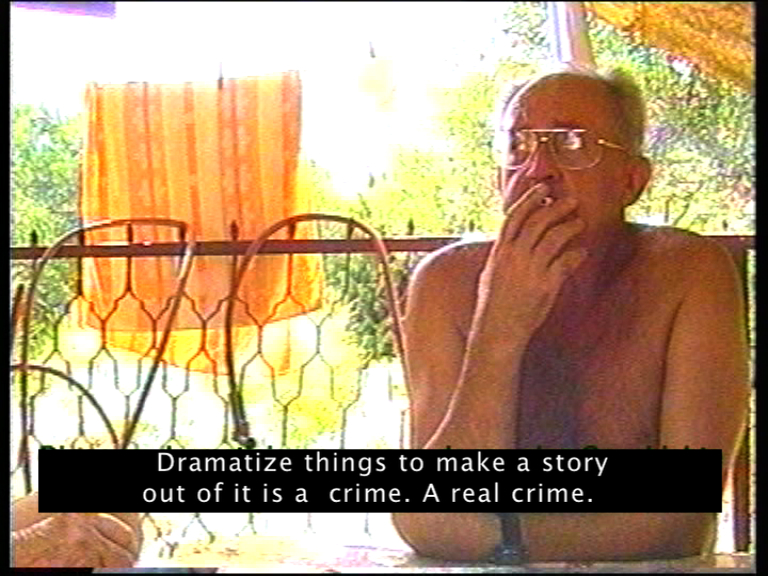
„Dramatize things to make a story...“ – Szene aus dem Film Ground Control von Adnan Softic, 2009

- 2005: Seminar: Wozu leben? – HfbK, Hamburg, mit Dušan Makavejev und Wim Wenders
- 2011: Seminar: Randbemerkungen und Auflösungen in Bildern – HfbK, Hamburg
- 2012: Vertretungsprofessur in Zeitbezogene Medien – HfbK, Hamburg (Vertretung von Jeanne Faust)
- 2014–2015: Gastprofessur im Studienschwerpunkt Film – HfbK, Hamburg
- 2017: Lecture: Posttraumatic Entertainment – Accademia di Belli Arte, Rom
- 2018: Lecture: Monumentomachia – Stockholm University of the Arts
- 2018: Lecture: A Better History – ETH Zürich | Leuphana Universität, Lüneburg | ZHdK, Zürich

## Weitere Publikationen
- 2009: Lettre de Sarajevo – Trafic Nr. 72, Zeitschrift für Filmtheorie, Paris
- 2015: Hier müsste mal eine U-Bahn-Strecke hin – Text, Die Zeit Geschichte Nr. 4/2015
- 2015: Mehr Balkan wagen – Essay, Die Zeit Nr. 42/2015.[2]
- 2016: Weltfremde Universalisten / Ivory Tower Universalists – Essay, ITI Jahrbuch 2016, Deutsches Zentrum des Internationalen Theaterinstitut
- 2016: Welche Grenze?- Essay, Neues Institut für dramaturgisches Schreiben, Berlin
- 2017: Zwischen nicht mehr und noch nicht – Essay, Buch Passagen des Exils, Institut für Kunstgeschichte, LMU München
- 2017: Erfindung Europas – Essay, Verlag Schauspiel Frankfurt
- 2017: Die Verstimmung der Zeiten – Essay, 39NULL, Magazin für Gesellschaft und Kultur
- 2018: Mehr Balkan Wagen – Kulturelemente, Nr. 133–134
- 2018: Mater vs. Idea – TRACES, Journal on museum heritage
- 2018: In Zukunft! Neue Theaterstücke zur Gegenwart – transcript Verlag[3]

## Preise und Stipendien (Auswahl)
- 2004: DAAD Diplompreis
- 2005: Karl-H.-Dietze Preis für das beste Diplom[4]
- 2006–2008: Stipendium zur Förderung des künstlerischen Nachwuchses, Hamburg
- 2007: Forschungsstipendium & Residenz in der Sommerakademie Zentrum Paul Klee, Bern
- 2008–2009: Hamburger Arbeitsstipendium für Bildende Kunst
- 2010–2011: Jahresstipendium in der Wassermühle in Trittau, Kulturstiftung Stormarn
- 2012: Stipendium der Arbeitsgemeinschaft Zürcher Bildhauer, Zürich
- 2014–2015: Quartierskünstler, Hamburg-Veddel[5][6]
- 2016–2017: Villa Massimo, Rom
- 2018: Message Salon Embassy, Zürich
- 2018: 3sat Förderpreis, Internationale Kurzfilmtage Oberhausen[7][8]
- 2018: Kunstfonds, Bonn